# 麦丽丝
麦丽丝（1956年11月—），女，蒙古族，中国电影导演、编剧，内蒙古电影制片厂一级导演。她曾与丈夫共同获得1998年第18届中国电影金鸡奖最佳导演奖，还曾两次获得中国电影华表奖优秀导演奖。

## 家庭
丈夫塞夫。